# Киевский театр драмы и комедии на левом берегу Днепра
Ки́евский Академи́ческий теа́тр дра́мы и коме́дии на ле́вом берегу́ Днепра́ (укр. Київський державний академічний театр драми і комедії на лівому березі Дніпра) — театр в Киеве, находится по адресу: проспект Броварской, 25.

## История театра
Среди других театров Украины, Киевский академический театр драмы и комедии занимает особое место. Театр, который возник на волне демократических изменений в обществе в конце 1970-х годов, сегодня является широко известным и популярным у зрителей, авторитетным среди специалистов.
Первое собрание труппы театра состоялось 7 сентября 1978 года, а первая премьера — 21 апреля 1979 года в помещении Республиканского кукольного театра по адресу ул. Шота Руставели, 13 («Высшая точка — любовь» Р. Феденёва). 
Основателем театра является Народный артист Украины Эдуард Маркович Митницкий. У истоков создания театра также стояли известные советские актёры, Заслуженный артист Украинской ССР, лауреат госпремии РСФСР им. К. С. Станиславского Павел Семёнович Морозенко и Заслуженная артистка Украинской ССР, лауреат госпремии РСФСР им. К. С. Станиславского Людмила Дмитриевна Лымарь, приехавшие по приглашению Эдуарда Митницкого из Ростова-на-Дону, на тот момент ведущие артисты Ростовского драматического театра им. М. Горького (в 1976 году Эдуард Митницкий поставил на сцене Ростовского театра спектакль по пьесе М. Горького «Зыковы», Павел Морозенко сыграл в спектакле главную роль — Антипу Зыкова, а Людмила Лымарь — Павла, дочь Целованьевой). Павел Семёнович и Людмила Дмитриевна, как уже зрелые артисты с именем, внесли большой творческий и общественный вклад в формировании молодого коллектива театра драмы и комедии. В труппе театра Морозенко проработал до 1982 года. Людмила Лымарь работала в театре до 2000 года, где стала ведущей актрисой с большим репертуаром классических и современных ролей. В 1997 г. она основала свою творческую мастерскую Театр "Серебряный остров" и сосредоточила работу на нем.
Много лет театр не имел собственного помещения. Спектакли ставились во всех театрах и почти во всех дворцах культуры Киева, в том числе во дворце «Украина» и Октябрьском дворце.

В мае 1982 года городская власть передала молодому театру здание кинотеатра «Космос» на Левобережном массиве.
21 декабря 1990 года спектаклем «Я всегда твоя невеста» по О. Иоселиани состоялось официальное открытие помещения театра на левом берегу.
Театр принимал участие в разнообразных международных театральных фестивалях: Международном фестивале стран СНГ и Балтии «Балтийский дом» в Санкт-Петербурге, «Белая вежа» в Бресте, «Играем Гоголя» в Полтаве, фестивалях русской классики в Гомеле, Тольятти, Брянске, Международном фестивале «Херсонесские игры» в Севастополе, Международном фестивале «Золотой лев» во Львове, фестивале «Добрый театр» в Энергодаре, «Сентябрьские самоцветы» в Кировограде, «Премьеры сезона» в Ивано-Франковске и других, а также днях украинской культуры за границей (спектакль «Немного виновата… или 70 оборотов» по Л. Пиранделло играли в Париже и Нансе, а комедией «Майн Кампф, или носки в кофейнике» по пьесе Д. Табори была представлена киевская театральная культура во время проведения дней культуры Киева в Москве.

## Персоналии театра
В разное время в театре работали многие известные и популярные актёры и режиссёры, среди которых (по алфавиту, в скобках указаны даты службы в театре):
- Игорь Антонов (2009—2016)
- Оксана Архангельская (с 1983)
- Николай Бабенко (1980—2005)
- Анастасия Баша (2005—2012)
- Неонила Белецкая (с 1979)
- Святослав Бернацкий
- Андрей Билоус (с 2003)
- Дмитрий Богомазов (1995—2001, с 2011)
- Николай Боклан (с 1997)
- Елена Бушевская (с 2010)
- Антон Вахлиовский (с 2003)
- Юлия Волчкова (с 1995)
- Александр Ганноченко (с 1990)
- Иван Городецкий
- Владимир Горянский (с 1988)
- Акмал Гурезов (с 2010)
- Михаил Досенко (с 2011)
- Дарья Егоркина
- Снежана Егорова (1992—2001)
- Михаил Жонин
- Олеся Жураковская (с 2002)
- Владимир Заднепровский
- Светлана Золотько (с 1992)
- Владимир Ильенко (1978—2010)
- Андрей Исаенко (с 2008)
- Татьяна Камбурова
- Тамара Кибальникова (с 1978)
- Анастасия Киреева (с 2006)
- Александр Кобзарь (2004—2016)
- Алёна Колесниченко (с 2006)
- Татьяна Комарова (с 1992)
- Галина Корнеева (с 1978)
- Константин Костышин (с 1991)
- Татьяна Круликовская (с 2000)
- Марина Куклина
- Михаил Кукуюк (с 2003)
- Оксана Лаврик (с 2006)
- Дмитрий Лаленков
- Виталий Линецкий (1995—2014)
- Алексей Лисовец (с 1988)
- Борис Литвин
- Юрий Литвин (с 1985)
- Людмила Лымарь (с 1978)
- Нина Лич
- Дарина Лобода
- Ольга Лукьяненко (2002—2016)
- Дмитрий Лукьянов (1980—2009)
- Кирилл Майкут (с 2006)
- Ирина Мак (с 1994)
- Олег Масленников
- Алла Масленникова (с 1988)
- Ирина Мельник (с 2001)
- Олег Месеча (1978—2013)
- Пётр Миронов (с 1998)
- Эдуард Митницкий (1978—2018) †
- Владимир Мовчан (с 2004)
- Павел Морозенко (1978—1982)
- Андрей Мостренко (с 2007)
- Нина Нижерадзе (1980—1995)
- Ксения Николаева (с 1994)
- Юрий Одинокий (1991—2002)
- Наталья Озирская (2002—2013)
- Александра Олейник[2]
- Галина Опанасенко (1978—2001)
- Светлана Орличенко (с 1995)
- Станислав Пазенко (1979—1986, 2005—2013)
- Феликс Пантюшин
- Михаил Пшеничный
- Ада Роговцева (1994—1997, с 2007)
- Борис Романов
- Виталий Салий (с 2004)
- Леся Самаева (с 1996)
- Андрей Саминин
- Виктор Сарайкин (1980—1995)
- Ахтем Сеитаблаев (с 2005)
- Яна Соболевская (с 2011)
- Сергей Солодов (с 2003)
- Лев Сомов (с 1995)
- Дмитрий Суржиков (2004—2011)
- Алексей Тритенко (с 2004)
- Анастасия Тритенко (с 2004)
- Тамара Трунова
- Владимир Цывинский (с 1995)
- Наталья Цыганенко (с 1991)
- Вячеслав Шеховцов (с 2005)
- Анатолий Ященко (с 1995)

## Репертуар
1. 1991 — «Пленный тобой» по А. Амальрику, реж. Юрий Одинокий
2. 1996 — «Комедия о прелести греха» по пьесе «Мандрагора» Н. Макиавелли, реж. Юрий Одинокий
3. 1997 — «Мелкий бес» Ф. Сологуба, реж. Юрий Одинокий
4. 1998 — «Венецианский мавр (Отелло)» У. Шекспира, реж. Юрий Одинокий
5. 2001, 25 мая — «Зрители на спектакль не допускаются» М. Фрейна, реж. Юрий Одинокий
6. 2002 — «Женитьба» Н. Гоголя, реж. Юрий Одинокий
7. 2011, 15 декабря — «Высшее благо на свете», по пьесе И. Тургенева «Месяц в деревне», реж. Андрей Билоус
8. 2012, 14 сентября — «Войцек. Карнавал плоти» по пьесе Г. Бюхнера «Войцек», реж. Дмитрий Богомазов